# 669 (numero)
Seicentosessantanove è il numero naturale dopo il 668 e prima del 670.

## Proprietà matematiche
- È un numero dispari.
- È un numero composto, con i seguenti 4 divisori: 1, 3, 223, 669. Poiché la somma dei suoi divisori (escluso il numero stesso) è 227 < 669, è un numero difettivo.
- È un numero semiprimo.
- È un numero congruente.
- È un numero malvagio.
- È un numero intero privo di quadrati.
- È un numero nontotiente in quanto dispari e diverso da 1.
- È parte delle terne pitagoriche (669, 892, 1115), (669, 24860, 24869), (669, 74592, 74595), (669, 223780, 223781).

## Astronomia
- 669 Kypria è un asteroide della fascia principale del sistema solare.
- NGC 669 è una galassia spirale della costellazione del Triangolo.

## Astronautica
- Cosmos 669 è un satellite artificiale russo.